# Karl Ludwig von Lüderitz
Karl Ludwig von Lüderitz (* 1714; † 11. Februar 1778 in Berlin) war ein preußischer Oberst und Chef des zweiten Artillerieregiments (Breslau). 

## Leben

### Herkunft
Karl Ludwig war Angehöriger des altmärkischen Adelsgeschlechts von Lüderitz. Er war ein Sohn des preußischen Oberforstmeisters Ludolf Georg von Lüderitz († 1751). Er blieb unvermählt und ohne Leibeserben.

### Werdegang
Im August 1730 trat er als Bombardier in die preußische Artillerie ein. Am 11. November 1739 avancierte Lüderitz zum Sekonde- und am 24. Oktober 1742 zum Premierleutnant. Seine Beförderung zum Stabskapitän erfolgte am 15. August 1750, die zum wirklichen Kapitän am 23. Juni 1756. Noch im Oktober 1756 hatte er wegen Lowositz den Orden Pour le Mérite erhalten. Lüderitz stieg weiterhin am 11. Mai 1759 zum Major, am 27. Dezember 1761 zum Oberstleutnant und endlich am 20. Mai 1765 zum Oberst auf. Am 4. März 1770 erhielt er als Chef das 2. Artillerieregiment in Breslau. Im August 1777 suchte er beim König nach, ihm die gesamte Artillerie zu überantworten. Der König zog jedoch im September selben Jahres Georg Ernst von Holtzendorff in die Verantwortung.